# Sierra Leone i olympiska sommarspelen 1968
Sierra Leone deltog med tre deltagare vid de olympiska sommarspelen 1968 i Mexico City. Ingen av landets deltagare erövrade någon medalj.